# コナグラ・ブランズ
コナグラ・ブランズ（英語：Conagra Brands, Inc.）またはコナグラ・フーズ（ConAgra Foods）は、アメリカ合衆国の食品会社である。「コナグラ」は「コーンアグラ」とも読まれる。